# コンラート4世 (ドイツ王)
コンラート4世（Konrad IV., 1228年4月25日 - 1254年5月21日）は第2次ホーエンシュタウフェン朝第3代にして最後のローマ王（在位：1237年 - 1254年）。教皇と不和のまま正式な皇帝（神聖ローマ皇帝）として戴冠する前に早世。シチリア国王としてはホーエンシュタウフェン朝第3代国王コッラード(Corrado)（在位：1250年 - 1254年）。父はシチリア王と神聖ローマ皇帝（ローマ教会の皇帝）を兼ねたフリードリヒ2世、母はエルサレム女王 イザベル2世（ヨランダ）。このためエルサレム国王でもある（在位：1228年 - 1254年）。異母兄に先代ローマ王ハインリヒ（7世）、異母弟にサルデーニャ国王エンツォとアンティオキア公フリードリヒ3世とマンフレーディがいる。父帝に反逆した兄ハインリヒに代わって嫡子としてローマ王になるが、父が崩御してシチリア国王を兼ねた後はわずか4年で病死。ドイツ（ローマ帝国におけるゲルマニア）は大空位時代となり、シチリア国王としてのみ残ったホーエンシュタウフェン朝もしばらくして断絶した。

## 生涯
1228年、母の死によりエルサレム王位を継承した。コンラート4世には異母兄ハインリヒがいたが、彼は1234年にローマ教皇に煽動されて父帝に反逆したため、皇太子を廃されたうえで自殺しており、次男であったコンラートが父帝の後継者となった。1237年2月、フリードリヒ2世はウィーンに居合わせた諸侯にコンラートをローマ王および将来の皇帝に選出させた。1246年、チューリンゲン方伯ハインリヒ・ラスペが対立王に選ばれたため、フランクフルトでハインリヒ・ラスペと戦ったが敗北した。翌1247年にハインリヒ・ラスペは死去し、ホラント伯ウィレム2世が新たに対立王に選ばれ、コンラートはウィレムと戦い勝利した。1250年に父フリードリヒ2世が亡くなり、シュタウフェン家の勢力は急速に衰えた。コンラートはシチリア王国占領を目指して1251年10月にイタリアに向け出発、1252年にイタリアに入り、弟マンフレーディをシチリア国王の代理統治者に任じた。
1254年、短期間病んだ後、コンラート4世は死去した。幼い息子のコッラディーノや庶弟のエンツォとマンフレーディ兄弟もローマ教皇と争った末、教皇の支持を受けたシャルル・ダンジューによって滅ぼされた。1272年にホーエンシュタウフェン家で唯一生き残った弟エンツォも嗣子がないままボローニャで獄死した。ホーエンシュタウフェン朝は断絶し、帝国は大空位時代を迎えることになった。

## 子女
1246年にバイエルン公兼ライン宮中伯オットー2世の娘エリーザベトと結婚、1男をもうけた。
- コッラディーノ（コンラーディン）（1252年 - 1268年） - シチリア王、エルサレム王。シャルル・ダンジューに敗れ、斬首された。

エリーザベトは1259年にケルンテン公マインハルトと再婚した。